# The Order: 1886
The Order: 1886 è un videogioco di genere sparatutto in terza persona sviluppato da Ready at Dawn e pubblicato da Sony Computer Entertainment in esclusiva per PlayStation 4. L'uscita del gioco, inizialmente prevista per l'autunno del 2014, è poi avvenuta il 20 febbraio 2015.

## Trama

Schermata del gioco

Il gioco è ambientato in una versione alternativa dell'Inghilterra vittoriana. Si mescolano scenari e personaggi reali, quali il Palazzo di Westminster e Rani Lakshmi Bai, con elementi sovrannaturali quali il Sacro Graal, in un'atmosfera steampunk caratterizzata da tecnologie futuristiche e fantascientifiche. L'Ordine che dà il titolo al gioco è cavalleresco, diretto erede del sodalizio della Tavola Rotonda di re Artù, i cui membri si fregiano dei nomi dei personaggi originali della saga arturiana, quali Galahad e Percival. Ancora nel 1886, anno in cui è ambientata la trama del gioco, i cavalieri combattono al servizio del regno di Gran Bretagna, in particolare contro creature semiumane denominate "mezzosangue".
La partita si svolge nell'autunno del 1886, a Londra. Il giocatore impersona Grayson, alias Sir Galahad, cavaliere dell'Ordine. Affiancato dai suoi compagni Sebastian Mallory, alias Sir Percival, Isabeau d'Argyll, alias Lady Igraine, il marchese di Lafayette e dal resto dell'Ordine, Sir Galahad lotta contro una ribellione antigovernativa che destabilizza l'impero britannico, mentre nella città si moltiplicano gli attacchi dei mezzosangue. Inseguendo degli evasi da un manicomio nella metropolitana, i protagonisti si imbattono in un gruppo di mezzosangue lycan. Mallory sospetta un collegamento tra la ribellione e i lycan, e poiché il Lord Cancelliere Augustus d'Argyll non è propenso ad assecondarlo, decide di infiltrarsi in segreto con Galahad, Igraine e Lafayette a Whitechapel, roccaforte ribelle, per indagare. In zona si aggira anche un pericoloso e brutale assassino, soprannominato Jack lo Squartatore.
La squadra di Percival si fa largo combattendo tra i bassifondi di Whitechapel, inseguendo una donna indiana affiliata ai ribelli, fino ad arrivare al Royal London Hospital, che trovano infestato di lycan. Galahad trova indizi di un piano ribelle per infiltrare il dirigibile Agamennone, di proprietà della Compagnia delle Indie Unite, e assassinare Lord Hastings, un amico di Alastair d'Argyll (alias Sir Lucan, comandante dei cavalieri dell'Ordine, figlio adottivo del Lord Cancelliere e fratello di Igraine) e capo della Compagnia. I protagonisti riescono a raggiungere l'Agamennone e sventare l'attentato, evacuando Lord Hastings, ma mentre parlano con un ribelle il dirigibile si schianta su Hyde Park. Mallory rimane ucciso. In un tiepido funerale, il Lord Cancelliere nomina Lafayette nuovo Sir Percival, mentre il furibondo Galahad giura vendetta. Ha l'occasione nel corso di una feroce sparatoria sul ponte di Westminster, quando Lord Hastings subisce un nuovo attentato: Galahad falcia decine di ribelli e ne costringe uno a rivelargli il nascondiglio della donna indiana che aveva visto a Whitechapel e sull'Agamennone, un bordello di Whitechapel.
Senza informare i compagni, Galahad raggiunge il bordello e fronteggia la donna, che si presenta come Lakshmi Bai, una regina indiana che anni prima aveva combattuto contro il dominio coloniale inglese ed era apparentemente morta, ma grazie ad una boccetta della "linfa nera" (l'elisir ricavato dal Sacro Graal, che anche i cavalieri usano per allungare la propria vita e curare le ferite) è sopravvissuta e si è posta alla guida degli insorti di Londra. La donna persuade Galahad a seguirla in incognito a Blackwall, ai magazzini della Compagnia delle Indie Unite. Lì Galahad scopre costernato che il carico della Agamennone, che la Compagnia voleva esportare in America, è composto da mezzosangue vampiri. Lo stesso Lord Hastings è uno di loro e cerca di diffondere la propria stirpe nel mondo. Pure i ribelli combattono contro i mezzosangue, che imperversano indisturbati nei loro quartieri. I due riescono a distruggere il carico e ad eliminare il branco di lycan che li attacca sul luogo.
Tornato a Westminster, il Lord Cancelliere di nuovo non dà retta alle accuse mosse da Galahad. L'uomo allora si confida con Sir Lucan, che è un conoscente di Lord Hastings, e lo convince ad introdursi segretamente con lui e i ribelli nella sede della Compagnia delle Indie Unite, a Mayfair, per trovare prove contro di essa. La situazione degenera in un violento combattimento con le guardie della Compagnia. Messo all'angolo, Lord Hastings confessa candidamente di essere un vampiro, nonché il temuto Jack lo Squartatore, ma rivela anche che pure Alastair è un mezzosangue e suo complice. Nella confusione che segue Lakshmi e Alastair fuggono, mentre Galahad viene arrestato dai cavalieri e accusato da Lord Hastings di essersi venduto ai ribelli. Galahad viene destituito, processato e condannato a morte.
Il protagonista riesce a scappare di prigione e si getta nel Tamigi, ove viene ripescato da un misterioso uomo incappucciato. Viene accudito da Lakshmi e da Nikola Tesla, un ingegnere e armaiolo al servizio dell'Ordine, che da tempo collabora in segreto con i ribelli. Ripresosi, Galahad si introduce ancora una volta nella sede dell'Ordine, temendo che Tesla venga scoperto. Dopo aver superato file di guardie, fronteggia una seconda volta Sir Lucan, che si tramuta in lycan. Sconfitto, Alastair rivela che questa è sempre stata la sua natura e che la sua stirpe non vorrebbe altro che sopravvivere. Subentra in scena anche il Lord Cancelliere, il quale racconta di aver raccolto Alastair dopo aver sterminato la sua famiglia di lycan, e quindi di conoscere la natura del figlio adottivo ma di non aver mai avuto il coraggio di ucciderlo quando era stato un bambino e di non riuscirvi neanche adesso. Il vecchio perciò consegna a Galahad una .44 Magnum, con la quale Galahad punta Lucan e preme il grilletto.

### Finale segreto
In un filmato post-crediti si viene a conoscenza del fatto che il Consiglio dell'Ordine dei Cavalieri di Sua Maestà ha imposto la legge marziale in tutta Londra, e che Grayson si è unito ai ribelli. Prima di raggiungerli, costui riferisce a Nikola che
(Grayson (Sir Galahad) alla fine del finale segreto del gioco)

## Modalità di gioco
Il giocatore veste i panni di Gray (diminutivo di Grayson), discendente da sir Galahad - e come tale assumente del suo titolo come Cavaliere della Tavola Rotonda. Ai tempi di Re Artù, Galahad fu inviato a cercare il Graal, un'antica reliquia che si dice contenga il sangue di Cristo (anche detto Linfa Nera). Questo, sebbene non possa garantire l'immortalità, dilata i confini naturali della vita umana e cura eventuali ferite, se bevuto.
Il giocatore viene catapultato all'interno di un multiverso nel quale sono racchiuse più epoche storiche: l'Inghilterra medioevale di Re Artù (fondatore dell'Ordine dei Cavalieri della Tavola Rotonda, poi: Cavalieri Reali di Sua Maestà) e contemporaneamente la Gran Bretagna di fine '800 in piena Rivoluzione Industriale. Non mancano nemmeno molti dettagli che fanno riferimento al mondo horror e all'ucronia; per esempio i lycans: dei lupi mannari discendenti diretti dei Mezzosangue: creature mostruose nate da umani ed animali, capaci di trasformarsi in qualunque momento essi vogliano - e i Vampiri del folklore inglese.
Per quanto riguarda il mondo dell'ucronia, vi è un massiccio quantitativo di armi scientificamente avanzate e provenienti dal mondo della fantascienza, dando vita ad una compatta storia alternativa - e che il giocatore può utilizzare in varie parti della trama.
Non è presente la modalità multigiocatore e sono presenti degli oggetti sparsi nelle varie mappe di Londra nel gioco. Alcuni di questi possono essere anarchici e messaggi vocali e possono essere riprodotti vocalmente e ascoltati selezionando l'opzione: Collezionabili, nel menù di pausa. Gli scontri con i boss sono solo due e quasi completamente uguali (aspetto soggetto a critiche). 
Nei DLC, il giocatore può scegliere quale costume (anch'essi variano col proseguire della trama) far indossare a Galahad ed il loro colore, assieme alla mimetica delle armi, limitandosi all'aspetto esteriore, ad eccezione del Fucile Folgore, in cui si può cambiare il colore del plasma da blu a rosso.

## Personaggi e doppiatori
| Nome              | Titolo            | Doppiatore originale | Doppiatore italiano |
| ----------------- | ----------------- | -------------------- | ------------------- |
| Grayson           | Sir Galahad       | Steve West           | Silvio Pandolfi     |
| Isabeau D'Argyll  | Lady Igraine      | Alice Coulthard      | Jolanda Granato     |
| Gilbert du Motier | Marquis Lafayette | Frederik Hamel       | Diego Baldoin       |
| Sebastian Malroy  | Sir Percival      | Graham McTavish      | Marco Balzarotti    |
| Augustus D'Argyll | Sir Lancelot      | Paul Gregory         | Gianni Quillico     |
| Alastair D'Argyll | Sir Lucan         | Matthew Waterson     | Claudio Moneta      |
| Jacob van Neck    | Lord Hastings     | David Shaughnessy    | Marco Pagani        |
| Nikola Tesla      | —                 | Yuri Lowenthal       | Ruggero Andreozzi   |

## Sviluppo
L'11 giugno 2013, alla conferenza stampa di Sony dell'E3 2013, è stato annunciato The Order: 1886 come nuova proprietà intellettuale per la PlayStation 4. In un articolo del PlayStation Blog, Ru Weerasuriya rivelò che il videogioco era in lavorazione già dal 2010. Come motore grafico, il videogioco utilizza il RAD Engine 4.0. Il 29 agosto 2013, Weerasuriya rivelò che la decisione di procedere con lo sviluppo di The Order: 1886, è stato influenzato da Uncharted 2: Il covo dei ladri.
Il gioco non contiene una modalità multiplayer online, ed è destinato a diventare uno dei franchise di punta di PlayStation 4. Inizialmente era confermato che il gioco avrebbe retto 30 fps garantendo però una risoluzione di 1080p nativi, tuttavia nel mese di febbraio 2014, Andrea Pessino (capo tecnico del progetto), ha rivelato che si stava valutando la possibilità di impostare il gioco a 1080p senza antialiasing o portare la risoluzione a 1920x800 pixel però utilizzando un MSAA 4x per smussare le scalettature dell'immagine. Nel primo caso il gioco avrebbe prestazioni migliori in fatto di fluidità e una risoluzione puramente nativa, nel secondo la risoluzione perderebbe oltre 500.000 pixel ma grazie ad un antialiasing di tale portata avrebbe una pulizia di immagine notevolmente più alta.
Nei successivi mesi di sviluppo però, Ready at Dawn, ha preferito optare per un temporal anti-aliasing, già utilizzato in altri giochi come Metal Gear Solid 4: Guns of the Patriots e Halo: Reach. Dana Jan, game director di The Order, ha ribadito l'importanza dei 30 fps, spiegando che non si vuole portare il gioco ad una soglia maggiore per tenerlo vicino al formato cinematografico (24 fotogrammi al secondo), aggiungendo inoltre che alcuni effetti supplementari del gioco avrebbero comunque reso difficoltoso superare i 30 fotogrammi. Ru Weerasuriya ha annunciato, il 16 gennaio 2015, il completamento dei lavori su The Order, e l'entrata in fase gold del gioco, pronto per la distribuzione sul mercato.

## Accoglienza

### Critica
Fin dall'uscita il gioco ha ricevuto recensioni contrastanti tra la critica specializzata; molti hanno lodato l'aspetto grafico, l'ambientazione, il doppiaggio, la minuziosa cura per il dettaglio, la carismaticità dei personaggi e la grande quantità e varietà delle armi; mentre hanno criticato la brevità della campagna, la bassa rigiocabilità, l'eccessivo uso di quick time event e la linearità del mondo di gioco. 
Sul sito aggregatore: Metacritic, la media delle valutazioni delle testate specializzate ha raggiunto quota 63%.

### Vendite
A un mese dall'uscita, il prezzo è stato ridotto permanentemente del 33% su tutte le piattaforme retail e digitali.
Sony e Ready At Dawn non hanno mai diramato i dati effettivi di vendita del titolo.

## Sequel
Nonostante le recensioni contrastanti tra la critica, nel 2015 durante un'intervista di Gamesindustry.biz con Ru Weerasuriya e Paul Sams, questi ultimi hanno espresso un grande interesse per lo sviluppo di un possibile sequel del videogioco. Sams in particolare, disse anche che se gli sviluppatori volessero mantenere i diritti della proprietà intellettuale, avrebbero bisogno dell'approvazione di Sony per portare il presunto nuovo gioco sul mercato.